# Joseph Alexis Poutrain
Joseph Alexis Poutrain (Templeuve, août 1684 - 17..? ), est un juriste et historien belge.

## Biographie
Joseph Alexis Poutrain est né accidentellement à Templeuve au mois d'août 1684, son père étant fermier de Sotterue à Bailleul. Il fit ses études de philosophie à l'université de Douai, publia, à Lille en 1737, un Traité des juridictions consulaires qui n'eut pas de succès et se fixa, vers 1740, à Tournai où il obtint la protection du Chanoine Waucquier, en vue de rédiger une histoire de cette ville.
Il écrivit Histoire de la Ville et Cité de Tournai en 1743.
On ne sait ce que devint Poutrain après 1761.